# Marquesado de Sardoal

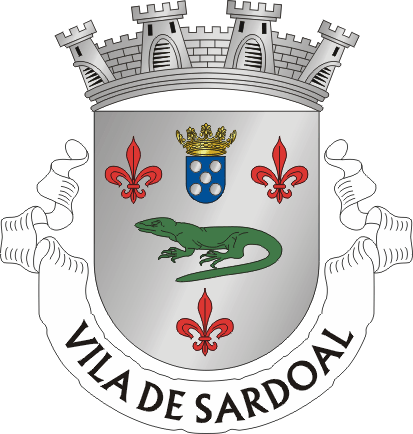
Escudo de la villa portuguesa de Sardoal

El marquesado de Sardoal es un título nobiliario español creado el 23 de marzo de 1642 por el rey Felipe IV a favor de Alfonso de Láncaster y Láncaster,  otorgándole el mismo día el ducado de Abrantes, tataranieto del rey Juan II de Portugal. Anteriormente ya le había concedido el marquesado de Puerto Seguro. 
Su denominación hace referencia a la villa portuguesa de Sardoal, perteneciente al Distrito de Santarém, región Centro y subregión de Medio Tejo.

## Marqueses de Sardoal

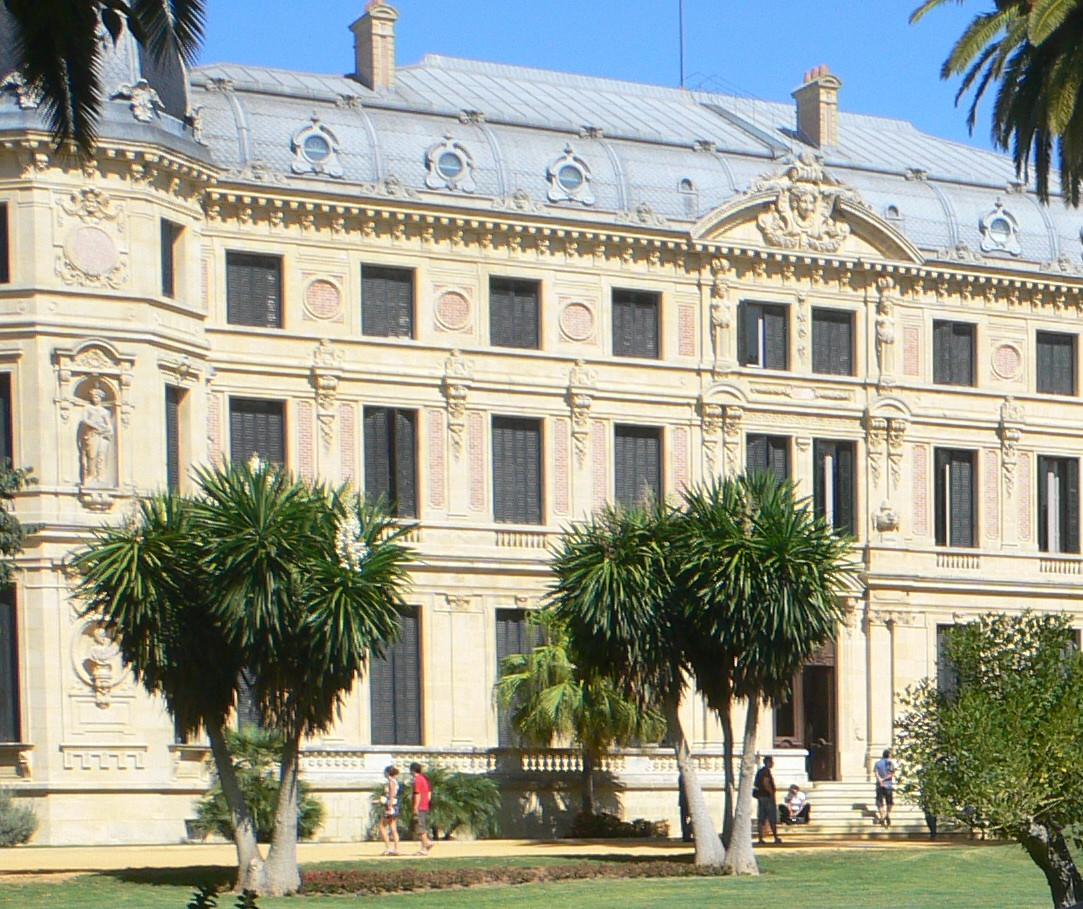
Palacio de los marqueses de Sardoal, duques de Abrantes, en Jerez de la Frontera.

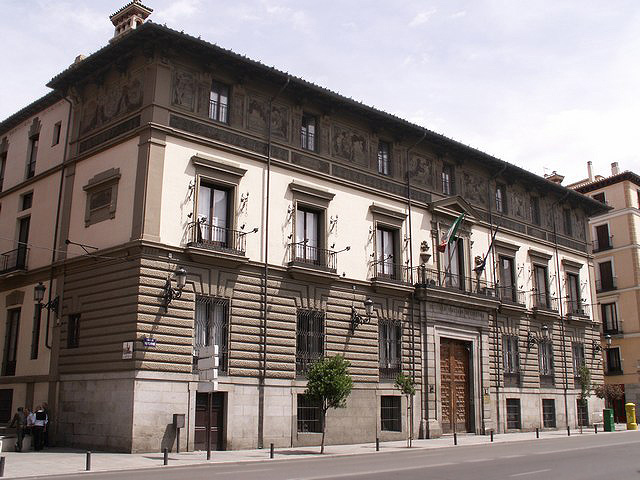
Palacio de los marqueses de Sardoal, duques de Abrantes en Madrid, calle Mayor

|                        | Titular                                                      | Periodo                |
| Creación por Felipe IV | Creación por Felipe IV                                       | Creación por Felipe IV |
| ---------------------- | ------------------------------------------------------------ | ---------------------- |
| I                      | Alfonso de Láncaster y Láncaster Enríquez de Girón           | 1642-1654              |
| II                     | Agustín de Láncaster y Sande Padilla                         | 1654-1720              |
| III                    | Juan Manuel de Láncaster Sande y Silva                       | 1720-1733              |
| IV                     | Juan Antonio de Carvajal y Láncaster                         | 1733-1747              |
| V                      | Manuel Bernardino de Carvajal y Zúñiga                       | 1747-1783              |
| VI                     | Ángel María de Carvajal y Gonzaga                            | 1783-1793              |
| VII                    | Manuel Guillermo de Carvajal y Fernández de Córdoba          | 1793-1816              |
| VIII                   | Ángel María de Carvajal y Fernández de Córdoba               | 1816-1838              |
| IX                     | Ángel María de Carvajal y Téllez-Girón                       | 1839-1863              |
| X                      | Ángel Luis de Carvajal y Fernández de Córdoba y Téllez-Girón | 1863-1898              |
| XI                     | Manuel Bernardino de Carvajal y Gutiérrez de la Concha       | 1898-1902              |
| XII                    | María del Carmen de Carvajal y del Alcázar                   | 1903-1938              |
| XIII                   | José Manuel de Zuleta y Carvajal                             | 1955-1978              |
| XIV                    | José Manuel de Zuleta y Alejandro                            | 1978-2009              |
| XV                     | Ana Luisa de Zuleta y Pérez de Guzmán                        | 2009-actual titular    |

## Historia de los marqueses de Sardoal
- Alfonso de Láncaster y Láncaster Enríquez de Girón (1597-27 de marzo de 1654), I marqués de Sardoal,[2] I duque de Abrantes[3] y I marqués de Puerto Seguro. Era bisnieto del rey Juan II de Portugal, hijo de Álvaro de Láncaster, III  duque de Aveiro.

Casó el 15 de julio de 1627 con Ana de Sande Padilla y Bobadilla (m. 1650), II marquesa de Valdefuentes, y II condesa de la Mejorada, hija de Álvaro de Sande y Enquíquez, III y último marqués de la Piovera y I marqués de Valdefuentes. Le sucedió su hijo:
- Agustín de Láncaster y Sande Padilla (Lisboa, 1639-23 de febrero de 1720), II marqués de Sardoal,[2] II duque de Abrantes,[3] II marqués de Puerto Seguro, III marqués de Valdefuentes y III conde de la Mejorada.[2]

Casó, el 8 de noviembre de 1656, con Juana de Noroña y Castro, hija del duque de Linares. Le sucedió su hijo:
- Juan Manuel de Láncaster Sande y Silva (m. Madrid, 1 de noviembre de 1733), III marqués de Sardoal,[2] III duque de Abrantes,[3] IV duque de Linares,[2] IV marqués de Puerto Seguro,[2] V marqués de Valdefuentes[4] y IV conde de la Mejorada,[2] obispo de Málaga,[2] obispo de Cuenca y patriarca de las Indias Occidentales.[2] Sin descendientes. Le sucedió su sobrino, hijo de su hermana María Josefa de Láncaster y Noroña y de su esposo Bernardino Carvajal y Vivero (1668-1728), II conde de la Quinta de la Enjarada:[5]

- Juan Antonio de Carvajal y Láncaster (Cáceres, 22 de mayo de 1688-1 de agosto de 1747), IV marqués de Sardoal,[5] IV duque de Abrantes,[3] V duque de Linares,[5] VI marqués de Valdefuentes, V marqués de Puerto Seguro, V conde de la Mejorada y III cconde de la Quinta de la Enjarada.[5]

Casó el 16 de septiembre de 1734, en Madrid, con Francisca de Paula de Zúñiga y Arellano (m. 13 de mayo de 1742). Le sucedió su hijo:
- Manuel Bernardino de Carvajal y Zúñiga (Cáceres, 13 de diciembre de 1739-Cáceres, 6 de diciembre de 1783),[6] V marqués de Sardoal,[5] V duque de Abrantes,[3] VI duque de Linares,[5] VI marqués de Puerto Seguro, X conde de Villalba, V marqués de Villalba de los Llanos, VII marqués de Valdefuentes, IV conde de la Quinta de la Enjarada, VI conde de la Mejorada, XII marqués de Aguilafuente,  XV conde de Aguilar de Inestrillas[5] y consiliario de la Real Academia de Bellas Artes de San Fernando desde 1770.[6]

Casó, el 13 de diciembre de 1758, con María Micaela Gonzaga y Caracciolo (m. 9 de abril de 1777), hija del príncipe Francesco Gonzaga, I  duque de Solferino y de Giulia Quiteria Caracciolo. Le sucedió su hijo:
- Ángel María de Carvajal y Gonzaga (Madrid, 2 de marzo de 1771-13 de mayo de 1793), VI marqués de Sardoal,[5] VI duque de Abrantes,[7] VII duque de Linares,[5] VIII marqués de Valdefuentes, VII marqués de Puerto Seguro, VIII marqués de Navamorcuende,[5] XIII marqués de Aguilafuente, V conde de la Quinta de la Enjarada, XVI conde de Aguilar de Inestrillas, VII conde de la Mejorada y XI marqués de Villalba y VI marqués de Villalba de los Llanos[5]

Casó, en 1788, con María Vicenta Soledad Fernández de Córdoba y Pimentel, hija de Pedro de Alcántara Fernández de Córdoba, XII duque de Medinaceli, y de su segunda esposa, María Petronila de Alcántara Enríquez y Cernesio, VII marquesa de Mancera, grande de España.  Le sucedió su hijo:
- Manuel Guillermo de Carvajal y Fernández de Córdoba (Madrid, 1790-1816),[8] VII marqués de Sardoal,[5] VII duque de Abrantes,[8] VIII duque de Linares,[5] IX marqués de Valdefuentes, VIII marqués de Puerto Seguro, IX marqués de Navamorcuende,[5]  VI conde de la Quinta de la Enjarada, XVII conde de Aguilar de Inestrillas, XIV marqués de Aguilafuente y VIII conde de la Mejorada.[5] Le sucedió su hermano:

- Ángel María de Carvajal y Fernández de Córdoba y Gonzaga (1793-20 de abril de 1839), VIII marqués de Sardoal,[5] VIII duque de Abrantes,[8] IX duque de Linares,[5] IX marqués de Puerto Seguro, VIII marqués de Sardoal, X marqués de Valdefuentes, X marqués de Navamorcuende,[5] VII conde de la Quinta de la Enjarada, XVIII conde de Aguilar de Inestrillas, IX conde de la Mejorada, XV marqués de Aguilafuente, caballerizo mayor de la reina Isabel II y ballestero y montero mayor.

Casó el 1 de enero de 1813, en Cádiz, con Manuela Téllez Girón y Pimentel, II condesa de Coquinas, Le sucedió su hijo:
- Ángel María de Carvajal y Téllez-Girón (Madrid, 20 de noviembre de 1815-Madrid, 3 de enero de 1890), IX marqués de Sardoal,[10] IX duque de Abrantes,[8] X duque de Linares,[10] XI marqués de Valdefuentes, X marqués de Puerto Seguro, XI marqués de Navamorcuende,[10] VIII conde de la Quinta de la Enjarada, XIX conde de Aguilar de Inestrillas, X conde de la Mejorada, XIV conde de Villalba,[10] VIII marqués de Villalba de los LLanos y XVI marqués de Aguilafuente.[10]

Casó en primeras nupcias, el 10 de febrero de 1840 con María África Fernández de Córdoba y Ponce de León (m. 1866), hija de Luis Fernández de Córdoba-Figueroa y Aragón, XIV duque de Medinaceli, y de su esposa María de la Concepción Ponce de León y Carvajal.  Contrajo un segundo matrimonio, el 27 de abril de 1874, con Josefa Jiménez Molina Jiménez (m. 1903). Le sucedió su hijo del primer matrimonio:
- Ángel María de Carvajal y Fernández de Córdoba y Téllez-Girón (Granada, 23 de diciembre de 1841-Madrid, 4 de mayo de 1898), X marqués de Sardoal,[10] X duque de Abrantes[8] y XI duque de Linares.[10]

Casó, el 2 de abril de 1866, con Petra de Alcántara Gutiérrez de la Concha y Tovar, II marquesa del Duero, IX marquesa de Revilla, X marquesa de los Aguilares, VII marquesa de Castro de Torres, X condesa de Lences, VII condesa de Cancelada. Le sucedió su hijo:
- Manuel Bernardino de Carvajal y Gutiérrez de la Concha (Munguia, Vizcaya, 9 de septiembre de 1868-Madrid, 19 de noviembre de 1915), XI marqués de Sardoal,[10] XI duque de Abrantes,[8] XII duque de Linares,[10] III marqués de Duero y XI conde de Lences.[10]

Casó, el 2 de julio de 1900, con María del Carmen del Alcázar y Roca de Togores, hija de Diego de Alcázar y Guzmán, VII marqués de Peñafuerte, XIII conde de Villamediana, V conde de los Acevedos, y II vizconde de Tuy, y de María del Carmen Roca de Togores y Aguirre-Solarte. Le sucedió su única hija:
- María del Carmen de Carvajal y del Alcázar (Munguía, 14 de septiembre de 1901-7 de enero de 1938), XII marquesa de Sardoal,[10] XII duquesa de Abrantes,[10]  XIII duquesa de Linares,[10] IV marquesa del Duero,[10] VIII condesa de Cancelada, XII condesa de Lences y dama de la Reina Victoria Eugenia de Battenberg.[10]

Casó, el 2 de julio de 1920, siendo su primera esposa, con Francisco de Borja Zuleta de Reales y Queipo de Llano, XXII conde de Belalcázar. Le sucedió su hijo:
- José Manuel de Zuleta de Reales y Carvajal (1927-San Fernando, Cádiz,15 de octubre de 1992), XIII marqués de Sardoal,[13]  XIII duque de Abrantes,[13] XIV duque de Linares,[13] XIV marqués de Valdefuentes, V marqués del Duero,[13] XIII conde de Lences, IX conde de Cancelada y XXIII conde de Belalcázar.[13]

Casó, el 2 de mayo de 1957, con Virginia Alejandro y García. Le sucedió su hijo:
- José Manuel de Zuleta y Alejandro (n. Melilla, 8 de diciembre de 1960),[13] XIV marqués de Sardoal,[14] XIV duque de Abrantes,[13] VI marqués del Duero,[13] XV marqués de Valdefuentes, XXIV conde de Belalcázar,[13] X conde de Cancelada,[14] XV conde de Lences, XVIII conde de Casares y capitán de caballería.[14] Desde el 25 de junio de 2014 es el Jefe de la Secretaría de Su Majestad la Reina Letizia.[15]

Contrajo matrimonio, el 10 de mayo de 1986, con Ana Pérez de Guzmán y Lizasoain, hija del VI conde de la Marquina.  En este marquesado le ha sucedido, por cesión, su hija:
- Ana Luisa de Zuleta y Pérez de Guzmán (n. en 1988), XV marquesa de Sardoal.[14][16]